# HD 728
HD728 є хімічно пекулярною зорею спектрального класу
A й має видиму зоряну величину в
смузі V приблизно  9.7.
Вона знаходиться  у сузір'ї Риби.